# Bit by a Dead Bee
Bit by a Dead Bee is de derde aflevering van het tweede seizoen van de televisieserie Breaking Bad. De aflevering werd voor het eerst uitgezonden in de Verenigde Staten op 22 maart 2009.

## Verhaal
Walter en Jesse begraven het pistool van Tuco en besluiten om op te splitsen. Walter lift naar een supermarkt en trekt al zijn kleren uit. Hij wordt naar een ziekenhuis gebracht en zegt dat hij niets meer weet van de afgelopen dagen, maar dat hij zich verder prima voelt. Jesse is bang dat de DEA weer achter hem aankomt en brengt de RV naar Clovis, de neef van Badger. Wanneer de DEA hem vindt beweert hij dat hij het hele weekend bij Wendy is geweest. De DEA gelooft hem niet en halen de oom van Tuco erbij, Hecor Salamanca. Jesse denkt dat hij er geweest is, maar Hector vertelt niets aan de politie. Steven Gomez vertelt Hank dat hij een "Old School Gangster" is en de politie nooit zou helpen. Walter wordt uit het ziekenhuis ontslagen en Jesse belt hem. Walt vertelt dat hij weer wil gaan koken (koken van meth), maar Jesse wijst zijn voorstel af. Skyler vraagt aan Walter of hij een tweede mobiele telefoon heeft, Walter vertelt haar dat hij niet veel over het weekend weet, maar wel dat hij geen tweede telefoon heeft.

## Cast
- Bryan Cranston - Walter H. White
- Anna Gunn - Skyler White
- Aaron Paul - Jesse Pinkman
- Dean Norris - Hank Schrader
- Betsy Brandt - Marie Schrader
- RJ Mitte - Walter White Jr.
- Raymond Cruz - Tuco
- Jesus Payan - Gonzo